# Gašerbrum II East
Gašerbrum II East je vrchol v masivu Gašerbrum v pohoří Karákóram na hranici mezi Čínskou lidovou republikou a Pákistánem.

## Charakteristika
Na rozdíl od jiných vrcholů v tomto masivu (např. Gašerbrum I, Gašerbrum II nebo Gašerbrum IV) se nepovažuje za samostatnou horu, jelikož nemá dostatečnou topografickou prominenci dle himálajských kritérií.. Počítá se jako sekundární vrchol Gašerbrumu II. Nachází se na jihovýchodním hřebeni Gašerbrumu II vzdálený od něj 1,4 km směrem k vrcholu Gašerbrum I.

## Prvovýstup
V létě 1983 vystoupili dva polští horolezci Jerzy Kukuczka a Wojciech Kurtyka na Gašerbrum II přes jihovýchodní hřeben. Pro aklimatizaci vylezli na dříve nevylezený Gašerbrum II East, jehož vrcholu dosáhli 24. června. Po bivaku na vrcholu sestoupili do základního tábora a vylezli na G II o několik dní později. Výstup provedli v alpském stylu.